# Mezapa la Fábrica
Mezapa la Fábrica är en ort i Mexiko.   Den ligger i kommunen Xalatlaco och delstaten Mexiko, i den sydöstra delen av landet, 40 km sydväst om huvudstaden Mexico City. Mezapa la Fábrica ligger 2 704 meter över havet och antalet invånare är 1 762.
Terrängen runt Mezapa la Fábrica är kuperad åt sydost, men åt nordväst är den platt. Terrängen runt Mezapa la Fábrica sluttar västerut. Runt Mezapa la Fábrica är det tätbefolkat, med 356 invånare per kvadratkilometer. Närmaste större samhälle är Metepec, 18,9 km nordväst om Mezapa la Fábrica. Trakten runt Mezapa la Fábrica består till största delen av jordbruksmark.